# Biclonuncaria dalbergiae
Biclonuncaria dalbergiae es una especie de polilla de la familia Tortricidae. Se encuentra en Brasil en los estados de Río de Janeiro, Minas Gerais, Paraná y Santa Catarina.